# Transfer de imagine

## Transfer de imagine
Produsele sau serviciile de calitate întăresc imaginea pozitivă a unei firme. Acest proces este numit în literatura de specialitate transfer de imagine. Transferul de imagine poate fi realizat și între două mărci, între un star care face o reclamă pentru un produs sau pentru un brand și produsul său brand-ul respectiv. Aici, problema compatibilității personalității publice cu produsul sau al brand-ului pentru care își utilizează imaginea publicitară este cunoscută în literatura de specialitate sub numele de ego-marketing și management. Transferul de imagine se realizează cu succes atunci când cele două categorii de elemente componente ale unei mărci sau ale unui produs, cele obiective și cele emoționale sau subiective sunt compatibile. Trebuie să precizăm că nu orice produs este brand. Pentru ca un produs să devină brand, acestea trebuie să fie cunoscute pe o scară largă și să fie distribuit dincolo de granițele unei singure regiuni. Produsul respectiv trebuie să aibă o calitate similară indiferent de locul în care este distribuit sau produs, să fie într-o cantitate relativ constantă. Brand-ul are un nume profilat și un semn de marcă sau un simbol (exemplu: vaca violet pentru ciocolata Milka, ursulețul pentru Cocolino, etc.) Imaginea înseamnă personalitatea unei mărci  și așa cum personalitatea unei persoane se formează în timp și este influențată de mai mulți factori, la fel și imaginea unui brand se dezvoltă pe termen lung. În cartea lui Ingomar Kloss găsim menționat că în procesul de achiziționare a unui produs imaginea îndeplinește trei funcții principale:
1. Auto-aprobare – clientul cumpără acel produs pentru a-și demonstra lui însuși că merită acel produs.
2. Funcția de exprimare a unui sistem de valori (ecologiștii vor cumpăra mașini cu consum mai mic de carburant, etc.)
3. Funcția de adaptare – apartenența la un anumit grup impune o anumită presiune de adaptare și duce la cumpărarea unor produse similare celor cumpărate de ceilalți membri ai grupului.